# A Kék-hegyek, avagy egy hihetetlen történet
A Kék-hegyek, avagy egy hihetetlen történet, grúzul: ცისფერი მთები ანუ დაუჯერებელი ამბავი – grúz játékfilm, amelyet Eldar Sengelaja rendezett. 1983-ban mutatták be.  A film Rezo Cseisvili azonos című történetén alapul.

## Történet
Szoszo a fiatal író, elkészült új  regényével, amelyet  lead a könyvkiadó szerkesztőségében. Elmúlik az ősz, a tél, a tavasz hiába vár műve elbírálásra, nem kap semmi választ... Végre elég bátorságot gyűjt, elmegy a kéziratáért, de azt már nem találják sehol. Megkezdődik a keresés a szerkesztőségben. Kiderül, hogy a kiadóban senki nem olvasta el a regényt, ráadásul minden létező példány és a kézirat is nyomtalanul eltűnik. 
Ebben az intézményben mindenki a saját munkájával van elfoglalva: az igazgató sosem érhető el, mindig menekül – találkozóról bankba, bankból megbeszélésre, találkozóról bankettre, és így tovább. A szerkesztők közül van, aki franciául tanul, van, aki varr, van, aki reggelit készít, van, aki nyaral, van, aki üzleti úton van, mások sakkoznak… Az egyetlen ember, aki a kéziratot elolvassa egy szobafestő, aki a szerkesztőség egyik helyiségének helyrehozásán dolgozik... A film jól érzékelteti a szovjet bürokráciát és a felelőtlenséget. A szerkesztőségben olyan emberek dolgoznak, akiket pártérdekeik korlátoznak. A rendszer hatástalansága közvetlenül az intézmény, közvetve pedig a szovjet rendszer tönkretételében tükröződik.

## Szereplők
- Ramaz Giorgobiani – Szoszo
- Vaszil Kahniasvili – Vaszo
- Teimuraz Chirgadze – igazgató
- Ivane Szakvarelidze – Markscheider
- Szeszilia Takaisvili – könyvelő
- Grigol Nacvlisvili – Herodion
- Vladimer Mezvrisvili – Grisa
- Otar Guncadze – szobafestő
- Darezsan Szumbatasvili – Bella
- Zeinab Bocvadze – Láli
- Nino Tutberidze – titkár
- Mikheil Kikodze
- C. Chkhaidze – Szukri
- Guram Lortkipanidze – Tengiz
- Guram Petriasvili – férj
- Medea Dzsaparidze
- Dodo Chichinadze
- Lia Eliava – színésznő
- Lika Kavzsaradze
- Otar Koberidze – színész
- Vaszil Cshaidze
- Sota Kocsoradze
- Gia Lazisvili
- Anzor Gvineria
- Vazsa Nodia
- David Hintibidze
- Olga Tabukasvili Tea – Natela
- Gabunia Maia Loladze
- Omar Szotasvili – Csacsanidze
- O. Meladze
- V. Melikisvili